# Ференц Молнар
Ференц Молнáр (на унгарски: Ferenc Molnár; * 12 януари 1878 в Будапеща, † 1 април 1952 в Ню Йорк), роден като Ференц Нойман (Ferenc Neumann), е унгарски писател, драматург от еврейски произход.
Той е сред най-известните унгарски драматурзи на ХХ век. Най-известното му произведение е театралната пиеса „Лилиом“ (1909).

## Биография
Ференц е вторият син на д-р Мор Нойман, успешен еврейски лекар, и съпругата му Йозефа Валфиш († 1898). След домашното му обучение постъпва през 1887 г. в калвинистическа гимназия. Започва да следва право през 1895 г. в Будапещенския университет, баща му го мести в Женева. В Швейцария започва да пише. Прекъсва следването си и в Будапеща, става журналист (1896).
Жени се през 1906 г. за Маргит Вéсци и следващата година му се ражда дъщеря Мáрта. Скоро се развежда. През 1920 г. отива в Ню Йорк. Между 1920 и 1930 г. Молнар има доход от над 1 милион долара. Жени се за артистката Сáри Федáк и се развежда през 1925 г.
Молнар отива във Виена през 1925 г. и след няколко месеца се жени за артистката Лили Дарвас (* 10 април 1902 в Будапеща, † 21 юли 1974 в Ню Йорк). В Европа има контакти с крале и президенти. Разделя се със съпругата си, но не се развежда. През 1932 г. Молнар се запознава с младата разведена унгарка Ванда Барта, която му става секретарка и придружителка до смъртта му.
През 1937 г. Молнар бяга от националсоциалистите първо в Швейцария. На 31 декември 1939 г. напуска Женева и пристига с кораб в Ню Йорк на 12 януари 1940 г.
През 1943 г. развива тежко сърдечно заболяване. През 1947 г. Ванда Барта се самоубива. След това той рядко напуска хотелската си стая. На 22 март получава сърдечен пристъп и след неуспешна операция умира в болница от рак на стомаха на 1 април 1952 г. Не оставя завещание. Погребан е в Ню Йорк (Linden Hill Methodist Cemetery, Queens County, New York) до Ванда Барта.